# Hugh Dillon
Hugh Dillon (31 de Maio de 1963, Kingston) é um cantor, guitarrista e ator canadense, conhecido por interpretar o atirador de elite Ed Lane, na série de televisão canadense Flashpoint.

## Biografia

### Carreira Musical
Hugh Dillon começou a ganhar notoriedade no Canadá em 1994 como o vocalista da extinta banda de rock, The Headstones. Hugh Dillon, Trent Carr, Tim White e Dale Harrison, os integrantes da banda, assinaram contrato com a Universal Music no início dos anos 90 e tiveram como primeiro single a música When Something Stands For Nothing. Depois de lançar 6 álbuns, a banda terminou em 2003.
Depois da separação do The Headstones, Hugh formou uma outra banda chamada Hugh Dillon Redemption Choir, com músicas no estilo indie, country, punk e influências de New Wave. A banda lançou apenas um álbum The High Co$t of Low Living em 2005. 
Em 2008, Hugh Dillon voltou a cantar, dessa vez como cantor solo. Ele gravou a canção Lost At Sea, especialmente para a série Flashpoint. A canção foi ao ar no episódio "Never Kissed a Girl". 
Em 2009, ele lança seu primeiro album solo, "Works Well with Others", com o single Friends Of Mine indo ao ar nas grandes rádios canadenses. O CD incluiu também a faixa gravada no ano anterior, Lost At Sea. Outras músicas de seu novo álbum também foram ao ar em Flashpoint: Don't Be Fooled, foi tema do episódio "Just a Man", e My Mistakes está no episódio "Fault Lines".

### Televisão e filmes
Hugh Dillon teve a oportunidade de atuar pela primeira vez no filme Dance me outside do diretor Bruce McDonald, quando ainda estava no início de seu carreira com os The Headstones. Em seguida teve um desempenho aclamado pela crítica canadense interpretando Joe Dick no filme musical Hard Core Logo, onde também a cantou diversas músicas, incluindo a música tema, Son of a Bitch to the Core. Indicado ao prêmio Genie como "Melhor Ator" pelo seu papel no filme Trailer Park Boys: The Movie, ele também estrelou o filme Down to the Bone ao lado de Vera Farmiga (Os Infiltrados). 
Hugh Dillon teve outros papéis em filmes como Quando Explode a Violência (2002), Ginger Snaps Back: The Beginning (2004) e Assalto à 13ª DP (2005). Em 2007, ele entrou para o elenco da série "Durham County" como Mike Sweeney. Ele também fez aparições em episódios de séries de televisão, incluindo The Eleventh Hour e Degrassi: The Next Generation.
Em 2008, Hugh Dillon passa a interpretar Ed Lane, um dos protagonistas da série da CTV e CBS, Flashpoint. A série também é estrelada por Enrico Colantoni (Veronica Mars) e Amy Jo Johnson (Felicity), que assim como Hugh, tem desenvolvido uma carreira musical junto a suas atuações. Hugh também deu voz a Nick em Left 4 Dead 2, um jogo de vídeo desenvolvido pela Valve.

## Filmografia
- Dance Me Outside (1995)
- Hard Core Logo (1996)
- Johnny (1999)
- Lone Hero (2002)
- Ginger Snaps Back: The Beginning (2004)
- O Anjo da Guarda (2004)
- Down to the Bone (2004)
- Assault on Precinct 13 (2005)
- Trailer Park Boys: The Movie (2006)
- Degrassi: The Next Generation (2002, 2003)
- Durham County (2007)
- The Gathering (2007)
- The Quality of Life: A Dominic Da Vinci Movie (2008)
- About Face (2008)
- Of Murder and Memory (2008)
- Down to the Dirt (2008)
- Taken (2008)
- Flashpoint (2008-2012)
- Left 4 Dead 2 (2009)
- The Expanse (2017)

## Discografia

### The Headstones
- Picture of Health (1993)
- Teeth and Tissue (1995)
- Smile and Wave (1997)
- Nickels for Your Nightmares (2000)
- The Greatest Fits (2001)
- The Oracle of Hi-Fi (2002)

### Hugh Dillon Redemption Choir
- The High Co$t of Low Living (2005)

### Hugh Dillon
- Works Well with Others (2009)